# Caspase 3
A caspase 3 é um das caspases existentes. Interage com a caspase 8.
O gene correspondente codifica uma proteína que é membro da família das proteases de cisteína-aspartato. A activação sequêncial das caspases desempenha um papel central na fase de execução da apoptose celular. As caspases existem como pró-enzimas inactivas que depois sofrem um processamento proteolítico em resíduos de aspartato, para produzirem duas subunidades, uma pequena e outra grande, que dimerizam para formar a enzima activa. Esta enzima faz a clivagem e a activação da caspase 6, caspase 7 e caspase 9. A própria proteína é processada pela caspase 8, caspase 9 e caspase 10. É a caspase predominante envolvida na clivagem da proteína percursora amilóide-beta 4A, que está associada à morte neuronal na doença de Alzheimer. O splicing alternativo deste gene resulta em dois transcritos que codificam a mesma proteína.
A Caspase 3 mostrou interação com:
- CASP8,[2][3]
- CFLAR,[4][5]
- DCC,[6]
- GroEL,[7][8]
- HCLS1,[9][10]
- Survivin,[11][12]
- TRAF3,[13][14] and
- XIAP.[15][16][17][18][19][20]

## Leitura de apoio
- Cohen GM (1997). «Caspases: the executioners of apoptosis.». Biochem. J. 326 (Pt 1): 1–16. PMC 1218630. PMID 9337844
- Roig J, Traugh JA (2001). «Cytostatic p21 G protein-activated protein kinase gamma-PAK.». Vitam. Horm. 62: 167–98. PMID 11345898. doi:10.1016/S0083-6729(01)62004-1
- Zhao LJ, Zhu H (2005). «Structure and function of HIV-1 auxiliary regulatory protein Vpr: novel clues to drug design.». Curr. Drug Targets Immune Endocr. Metabol. Disord. 4 (4): 265–75. PMID 15578977. doi:10.2174/1568008043339668
- Le Rouzic E, Benichou S (2006). «The Vpr protein from HIV-1: distinct roles along the viral life cycle.». Retrovirology. 2. 11 páginas. PMC 554975. PMID 15725353. doi:10.1186/1742-4690-2-11
- Sykes MC, Mowbray AL, Jo H (2007). «Reversible glutathiolation of caspase-3 by glutaredoxin as a novel redox signaling mechanism in tumor necrosis factor-alpha-induced cell death.». Circ. Res. 100 (2): 152–4. PMID 17272816. doi:10.1161/01.RES.0000258171.08020.72